# Bagalamukhi

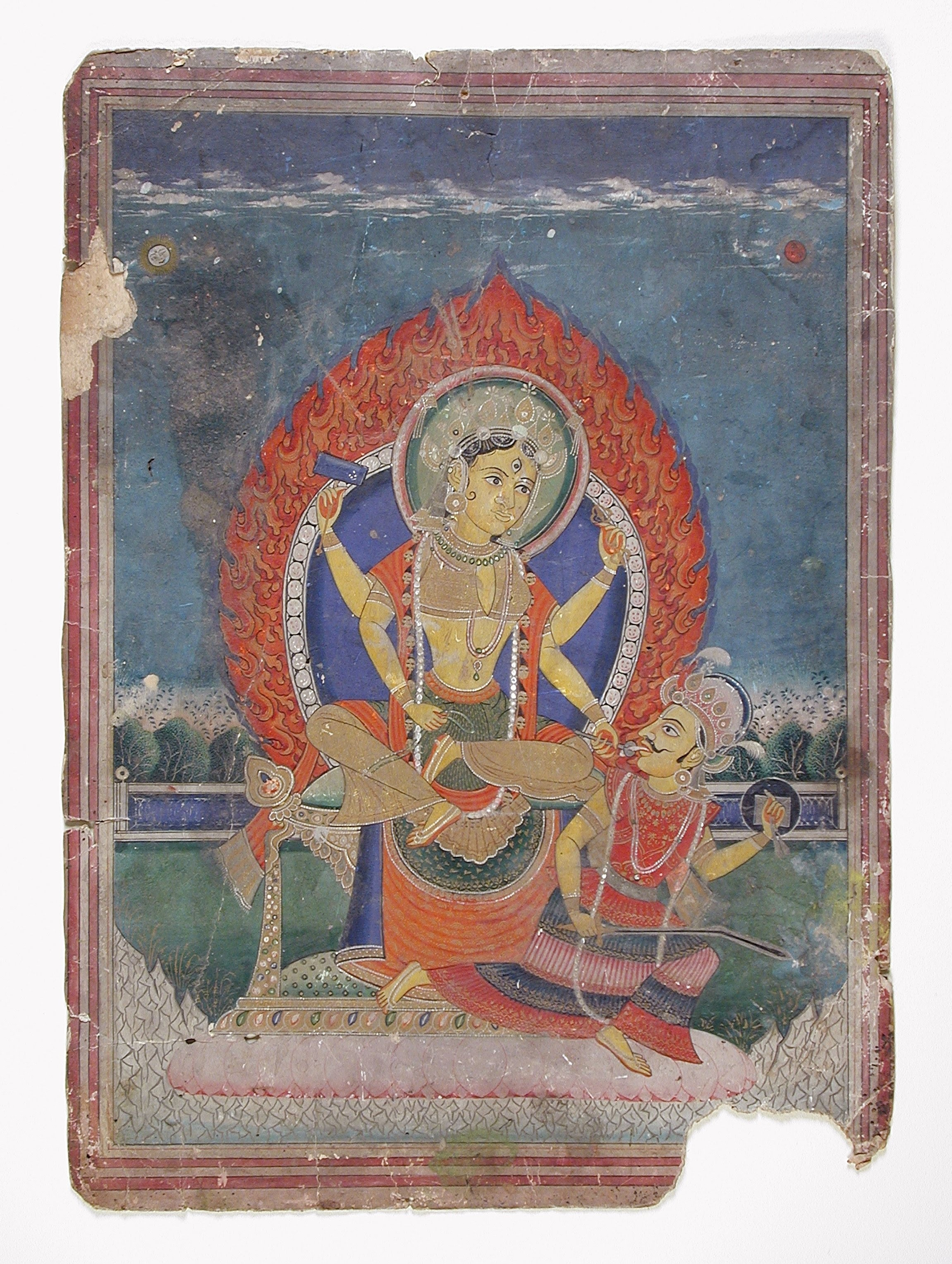
Bagalamukhi Matrika, gouache sur papier réalisée au XIXe siècle (Népal), conservée au LACMA.

Bagalamukhi appelée aussi Bagala est une déesse de l'hindouisme faisant partie des dix grandes divinités de la sagesse : les Dasha Mahavidya. Elle est censée protéger le fidèle de ses ennemis. Selon les légendes elle a apaisé une tempête qui allait détruire la terre; elle a également attrapé un démon par la langue pour en faire un croyant, démon qui parlait mal aux gens.[réf. nécessaire]